# Isola di Baengnyeong

Il confine marittimo disputato tra le due Coree. In blu (A) il confine stabilito nel 1953, in rosso (B) il confine rivendicato dalla Corea del Nord. Baengnyeong è segnata con il numero 2.

L'isola di Baengnyeong (talvolta scritto Baekryeong) è un'isola di 45,8 km² nella contea di Ongjin, Incheon, Corea del Sud. L'isola ha una popolazione di circa 4 329 persone.
Il trattato di armistizio che ha posto fine alla guerra di Corea ha stabilito che l'arcipelago di 5 isole di cui fa parte Baengnyeong rimanga sotto il controllo dell'ONU e della Corea del Sud. Il trattato è stato firmato anche dalla Corea del Nord.
Data la vicinanza alla Corea del Nord, l'isola è stata utilizzata dalla Corea del Sud per operazioni di spionaggio verso il paese comunista. Numerosi nordcoreani hanno raggiunto l'isola via barca per scappare dalle condizioni politico-economiche del loro paese. Inoltre nel passato recente ci sono state diverse schermaglie navali tra le due nazioni.
Nei pressi di Baengnyeong ci sono altre due isole: Daecheong e l'assai più piccola Socheong.
In quest'isola inoltre è stata svolta la famosa serie tv Squid Game.

## Clima
| Baengnyeong (1991-2020) Fonte: 기상청 | Mesi         | Mesi         | Mesi        | Mesi        | Mesi        | Mesi        | Mesi        | Mesi        | Mesi        | Mesi        | Mesi        | Mesi         | Stagioni | Stagioni | Stagioni | Stagioni | Anno    |
| Baengnyeong (1991-2020) Fonte: 기상청 | Gen          | Feb          | Mar         | Apr         | Mag         | Giu         | Lug         | Ago         | Set         | Ott         | Nov         | Dic          | Inv      | Pri      | Est      | Aut      | Anno    |
| ------------------------------------- | ------------ | ------------ | ----------- | ----------- | ----------- | ----------- | ----------- | ----------- | ----------- | ----------- | ----------- | ------------ | -------- | -------- | -------- | -------- | ------- |
| T. max. media (°C)                    | 1,2          | 2,8          | 7,1         | 13,0        | 18,7        | 22,9        | 25,4        | 26,9        | 23,5        | 17,7        | 10,6        | 3,8          | 2,6      | 12,9     | 25,1     | 17,3     | 14,5    |
| T. media (°C)                         | −1,3         | 0,0          | 3,8         | 9,1         | 14,5        | 19,0        | 22,3        | 23,8        | 20,1        | 14,7        | 7,9         | 1,2          | 0,0      | 9,1      | 21,7     | 14,2     | 11,3    |
| T. min. media (°C)                    | −3,4         | −2,2         | 1,3         | 6,0         | 11,1        | 16,1        | 19,9        | 21,5        | 17,8        | 12,3        | 5,5         | −1,1         | −2,2     | 6,1      | 19,2     | 11,9     | 8,7     |
| T. max. assoluta (°C)                 | 9,4 (2021)   | 15,5 (2004)  | 17,3 (2014) | 23,7 (2004) | 28,1 (2015) | 30,0 (2012) | 33,5 (2002) | 33,2 (2014) | 29,9 (2001) | 25,6 (2006) | 20,3 (2005) | 13,8 (2004)  | 15,5     | 28,1     | 33,5     | 29,9     | 33,5    |
| T. min. assoluta (°C)                 | −17,4 (2004) | −15,3 (2006) | −7,7 (2007) | 0,5 (2012)  | 5,0 (2001)  | 7,3 (2010)  | 13,0 (2002) | 14,1 (2003) | 10,7 (2011) | 2,1 (2010)  | −3,9 (2015) | −11,3 (2005) | −17,4    | −7,7     | 7,3      | −3,9     | −17,4   |
| Giorni di calura (Tmax ≥ 30 °C)       | 0,0          | 0,0          | 0,0         | 0,0         | 0,0         | 0,1         | 0,9         | 3,2         | 0,0         | 0,0         | 0,0         | 0,0          | 0,0      | 0,0      | 4,2      | 0,0      | 4,2     |
| Giorni di gelo (Tmin ≤ 0 °C)          | 25,3         | 19,8         | 8,9         | 0,0         | 0,0         | 0,0         | 0,0         | 0,0         | 0,0         | 0,0         | 2,2         | 18,5         | 63,6     | 8,9      | 0,0      | 2,2      | 74,7    |
| Giorni di ghiaccio (Tmax ≤ 0 °C)      | 10,1         | 6,7          | 1,0         | 0,0         | 0,0         | 0,0         | 0,0         | 0,0         | 0,0         | 0,0         | 0,1         | 6,7          | 23,5     | 1,0      | 0,0      | 0,1      | 24,6    |
| Nuvolosità (okta al giorno)           | 5,4          | 4,8          | 4,4         | 4,6         | 5,0         | 6,3         | 7,6         | 6,2         | 4,9         | 4,1         | 5,2         | 5,9          | 5,4      | 4,7      | 6,7      | 4,7      | 5,4     |
| Precipitazioni (mm)                   | 13,3         | 17,4         | 18,2        | 47,5        | 74,3        | 72,0        | 201,0       | 158,5       | 90,6        | 31,0        | 41,9        | 21,6         | 52,3     | 140,0    | 431,5    | 163,5    | 787,3   |
| Giorni di pioggia                     | 7,4          | 4,8          | 5,3         | 6,9         | 8,1         | 10,0        | 13,9        | 11,1        | 6,7         | 5,0         | 8,5         | 9,9          | 22,1     | 20,3     | 35,0     | 20,2     | 97,6    |
| Giorni di neve                        | 11,0         | 6,2          | 2,3         | 0,1         | 0,0         | 0,0         | 0,0         | 0,0         | 0,0         | 0,2         | 3,0         | 12,7         | 29,9     | 2,4      | 0,0      | 3,2      | 35,5    |
| Giorni di nebbia                      | 1,3          | 4,0          | 8,3         | 8,5         | 12,4        | 18,3        | 23,0        | 13,3        | 5,2         | 3,6         | 2,8         | 1,0          | 6,3      | 29,2     | 54,6     | 11,6     | 101,7   |
| Umidità relativa media (%)            | 63,4         | 63,0         | 65,5        | 65,7        | 70,1        | 80,2        | 88,0        | 83,7        | 75,9        | 67,8        | 64,7        | 63,8         | 63,4     | 67,1     | 84,0     | 69,5     | 71,0    |
| Ore di soleggiamento mensili          | 139,9        | 166,6        | 216,9       | 219,3       | 239,6       | 191,0       | 136,7       | 189,6       | 212,4       | 217,6       | 146,7       | 117,3        | 423,8    | 675,8    | 517,3    | 576,7    | 2 193,6 |
| Pressione a 0 metri s.l.m. (hPa)      | 1 025,5      | 1 024,0      | 1 019,6     | 1 014,8     | 1 010,5     | 1 007,0     | 1 005,6     | 1 007,6     | 1 013,9     | 1 019,5     | 1 022,3     | 1 025,1      | 1 024,9  | 1 015,0  | 1 006,7  | 1 018,6  | 1 016,3 |
| Tensione di vapore (hPa)              | 3,7          | 4,1          | 5,4         | 7,5         | 11,4        | 17,5        | 23,7        | 24,7        | 18,0        | 11,7        | 7,3         | 4,5          | 4,1      | 8,1      | 22,0     | 12,3     | 11,6    |
| Vento (direzione-m/s)                 | 4,4          | 4,4          | 4,8         | 5,2         | 5,0         | 4,0         | 4,1         | 3,8         | 3,4         | 3,9         | 4,7         | 4,8          | 4,5      | 5,0      | 4,0      | 4,0      | 4,4     |